# فرمول یک ۲۰۱۳ (بازی ویدئویی)
فرمول یک ۲۰۱۳ یک بازی ویدئویی مسابقه ای شبیه‌سازی است که بر اساس مسابقات فرمول یک فصل ۲۰۱۳ توسط کدمسترز برای کنسول‌های پلی‌استیشن ۳، اکس‌باکس ۳۶۰ و مایکروسافت ویندوز منتشر شده‌است. علاوه بر مودهای نسخه قبلی مود کلاسیک ادیشن که حاوی ماشین‌ها و پیست‌های قدیمی فرمول یک است به بازی اضافه شده‌است.